# Čum

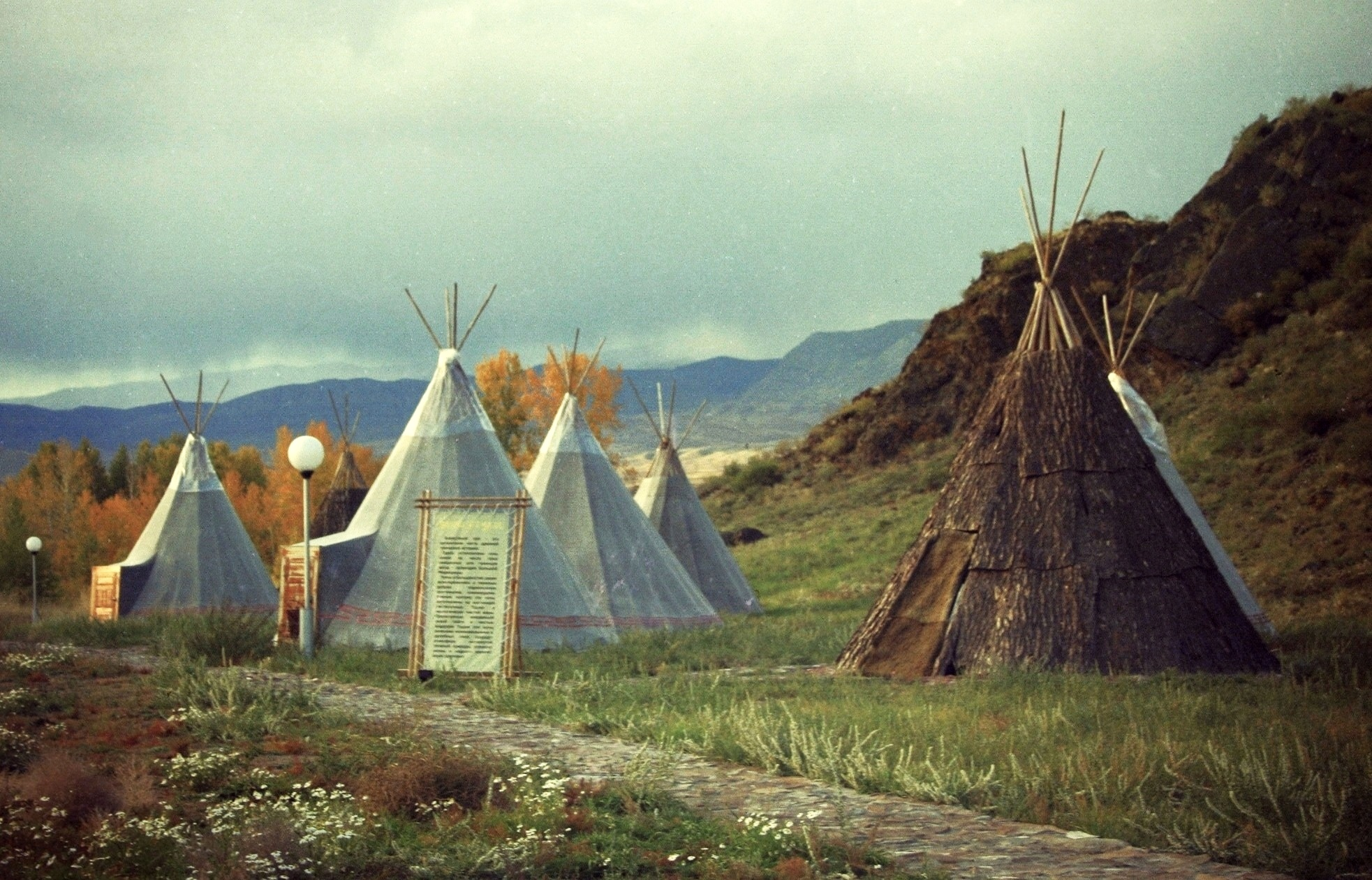
Chum tuvani nel complesso etnoculturale di Aldyn-Bulak, Tuva, Russia

Il chum è un tipo di abitazione a struttura conica utilizzata dai popoli nomadi uralici (nenci, nganasani, enci, chanti, mansi, komi) allevatori di renne della Siberia nordoccidentale della Russia. È anche usato dagli evenki, dai tungusi, dagli tsaatan della Mongolia settentrionale, nonché dai pastori di renne della confinante regione della repubblica di Tuva. 
La parola chum (in russo чум, čum) proviene dal termine komi t ́śоm o dall'udmurto tš́um, entrambi significano "tenda, rifugio". In diverse lingue ha nomi diversi, con il significato di "casa": in lingua nenets ḿāʔ, in lingua nganasan maʔ, in chanti (ńuki) χot, in evenchi ǯū. In mongolo si chiama урц, urc; in buriato урса, ursa.

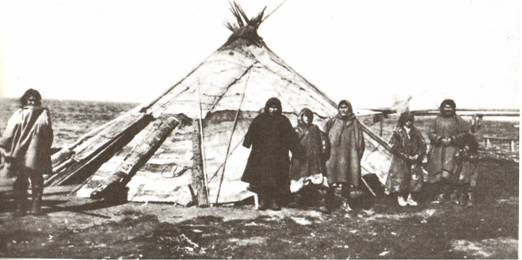
Famiglia chanti davanti al loro chum

## Descrizione

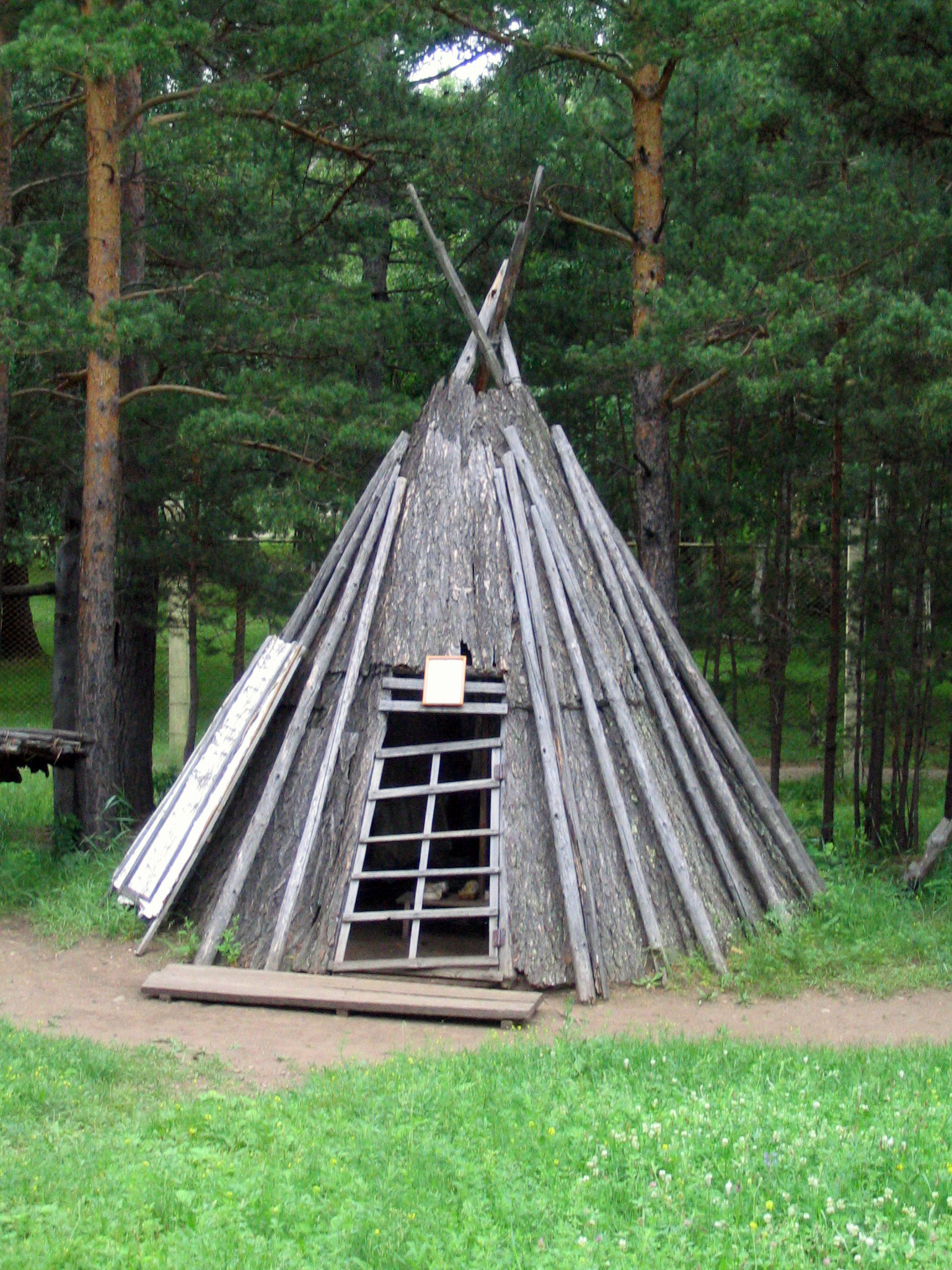
Chum evenchi ricoperto di corteccia

Il chum tradizionale consiste in una struttura conica composta da pali, ricoperta da pelli di renna o di cervo, da corteccia di betulla o feltro. Al centro c'è un focolare e il fumo fuoriesce attraverso un foro posto al vertice. Il diametro della tenda, in basso, è di solito dai 3 agli 8 metri, alcuni chum possono avere un diametro anche di dieci metri. La forma è simile a quella del tipi dei nativi americani, ma alcune versioni sono meno verticali. Nella costruzione è strettamente correlato al lavvu dei sami della Fennoscandia, ma è un po' più grande nelle dimensioni. 
La struttura è mobile e può essere trasportata servendosi delle renne. Questo tipo di riparo è ancora oggi in uso come rifugio per tutto l'anno dai popoli nenci del circondario autonomo Jamalo-Nenec, dai chanti e dai tuvani della Russia.